# Bäckefors landskommun
Bäckefors landskommun var en tidigare kommun i Älvsborgs län.

## Administrativ historik
Kommunen bildades vid storkommunreformen 1952 genom sammanläggning av de tidigare kommunerna Bäcke och Ödskölt. Den ägde bestånd fram till nästa kommunreform år 1971, då dess område gick upp i nya Bengtsfors kommun.
Kommunkoden var 1505.

### Kyrklig tillhörighet
I kyrkligt hänseende hörde Bäckefors landskommun till församlingarna Bäcke och Ödskölt.

## Geografi
Bäckefors landskommun omfattade den 1 januari 1952 en areal av 161,69 km², varav 147,74 km² land.

### Tätorter i kommunen 1960
I Bäckefors landskommun fanns tätorten Bäckefors, som hade 481 invånare den 1 november 1960. Tätortsgraden i kommunen var då 30,8 procent.

## Politik

### Mandatfördelning i valen 1950–1966
| 12 | 5 | 6 | 2 |

| 23 |

| 11 | 8 | 4 | 2 |

| 25 |

| 9 | 8 | 5 | 3 |

| 25 |

| 9 | 4 | 6 | 4 | 2 |

| 25 |

| 8 | 4 | 5 | 5 | 3 |

| 25 |